# Alien vs Predator: The Last of His Clan
Alien vs Predator: The Last of His Clan är titeln på ett spel utvecklat av ASK Kodansha för Activision. Spelet är ett sid-scrollande action-spel och är avsett att användas med en Game Boy.